# Nouveau dictionnaire encyclopédique universel illustré
Der Nouveau Dictionnaire encyclopédique universel illustré (Kurzname: Trousset) war ein enzyklopädisches Nachschlagewerk und gleichzeitig ein Wörterbuch der französischen Sprache. Das Werk erschien von 1885 bis 1891 in 6 Bänden in Paris. Herausgeber war Jules Trousset (1842–1916).

## Geschichte

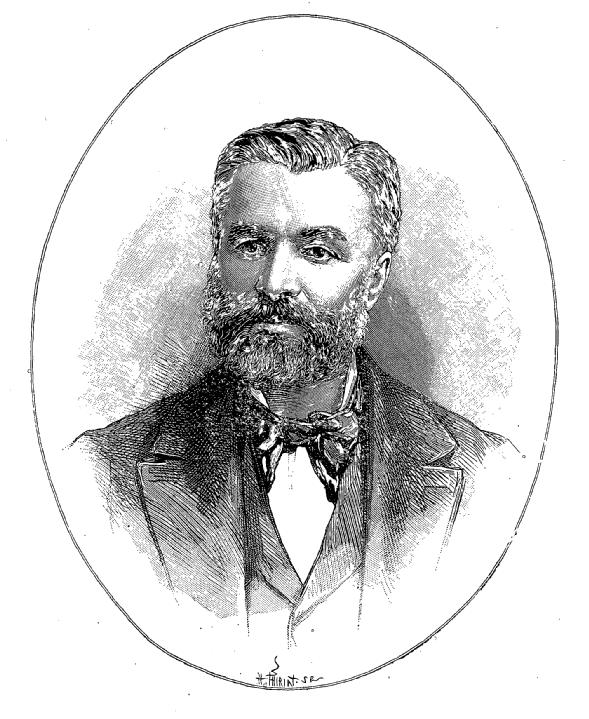
Jules Trousset (1842–1916)

Der von 1866 bis 1876 in 15 Bänden erschienene Grand Dictionnaire universel du XIXe siècle von Pierre Larousse war innovativ und universal, aber teuer. Deshalb initiierte Jules Trousset eine sehr viel preiswertere Variante desselben lexikografischen Konzepts (unter Hinzufügung von Illustrationen) in 5 Bänden (plus Supplementband). Der vollständige Titel lautete: Nouveau dictionnaire encyclopédique universel illustré. Répertoire des connaissances humaines. Ouvrage illustré d’environ 3000 magnifiques gravures et de 25 cartes en couleurs et rédigé par une Société de littérateurs, de savants et d’hommes spéciaux sous la direction de Jules Trousset d’après les derniers travaux des savants et des écrivains français et étrangers. 
Das Lexikon erschien im Pariser Verlag Librairie illustrée (heute: Éditions Tallandier). Im Vorwort wird neben dem niedrigen Preis als weiterer Vorteil die Bezugnahme auf die 7. Auflage des Dictionnaire de l’Académie française von 1878 genannt. Die Zahl der im Wörterbuch gesammelten Definitionen wird auf 600 000 beziffert (ergänzt um zahlreiche Beispiele). Zu den im Vorwort genannten Mitarbeitern gehörte Auguste Kerckhoffs. Zu einer Überarbeitung kam es nicht, da der Verlag Larousse mit dem von 1897 bis 1904 in 7 Bänden erschienenen Nouveau Larousse illustré wieder die Marktführung übernahm.
Ein Exemplar des Lexikons steht in Aubagne im (als Museum eingerichteten) Geburtshaus von Marcel Pagnol.

## Gliederung
- 1: A-Char, 800 S.
- 2: Char-Franc, 800 S.
- 3: Fran-Méco, 800 S.
- 4: Mecq-Rabo, 800 S.
- 5: Rabo-Zymo, 680 S.
- 6: Supplément, 423 S.